# Fair Plain
Fair Plain – jednostka osadnicza w Stanach Zjednoczonych, w stanie Michigan, w hrabstwie Berrien.